# اکسل کوهن
اکسل کوهن (انگلیسی: Axel Kühn؛ زادهٔ ۲۲ ژوئن ۱۹۶۷) ورزشکار اهل آلمان است. او از برندگان مدال‌های بازی‌های المپیک زمستانی ۱۹۹۲ بوده است.